# 1514 Ricouxa
1514 Ricouxa este un asteroid din centura principală, descoperit pe 22 august 1906, de Max Wolf.